# Liberala partiet (Finland)
Liberala partiet var en partisammanslutning i Finland under 1800-talet, tillkommen främst i syfte att slå en brygga mellan fennomanska och svekomanska grupper.
Parollen lydde "Finlands folk ett folk, med två språk, sammansmälta till en icke blott politisk utan även nationell enhet". 1880 offentliggjordes ett vittomfattande program, författat av Leo Mechelin, i vilket speciellt språkfrågan och de så kallade konstitutionella garantierna avhandlades. Medlarställningen blev dock svår, då varken fennomaner eller svekomaner tillfredsställdes. Vid lantdagen 1882 behärskade dock partiet borgarståndet och adeln, varav Mechelin var medlem. Vid 1885 års lantdag återkom partiet reducerat och försvagades därefter alltmer och denna lantdag blev dess sista. Partiets pressorgan var 1862–1889 Helsingfors Dagblad.